# Кишмахов, Назир Мурадинович
Нази́р Муради́нович Кишма́хов (род. 8 ноября 1987) — российский дзюдоист, бронзовый призёр чемпионатов России, бронзовый призёр летней Универсиады 2007 года в Бангкоке.

## Спортивные результаты
- Первенство России по дзюдо среди кадетов 2002 года — ;
- Первенство России по дзюдо среди молодёжи 2007 года — ;
- Первенство России по дзюдо среди молодёжи 2009 года — ;
- Чемпионат России по дзюдо 2005 года — ;
- Чемпионат России по дзюдо 2006 года — ;
- Международный турнир 2007 года, Сараево — ;
- Этап Кубка Европы по дзюдо 2009 года, Оренбург — ;